# Menia
Menia († nach 510) war eine Langobardin, vermutlich aus dem Königsgeschlecht. Sie wird bei Venantius Fortunatus (um 600) erwähnt und war in ihrer ersten Ehe bis etwa 500–510  mit dem  Thüringerkönig Bisin verheiratet und nach dessen Tod mit einem nicht namentlich bekannten Langobarden aus dem Geschlecht der Gausen. Alboin, der Begründer des italienischen Langobardenreiches, war ihr Enkel.

## Leben

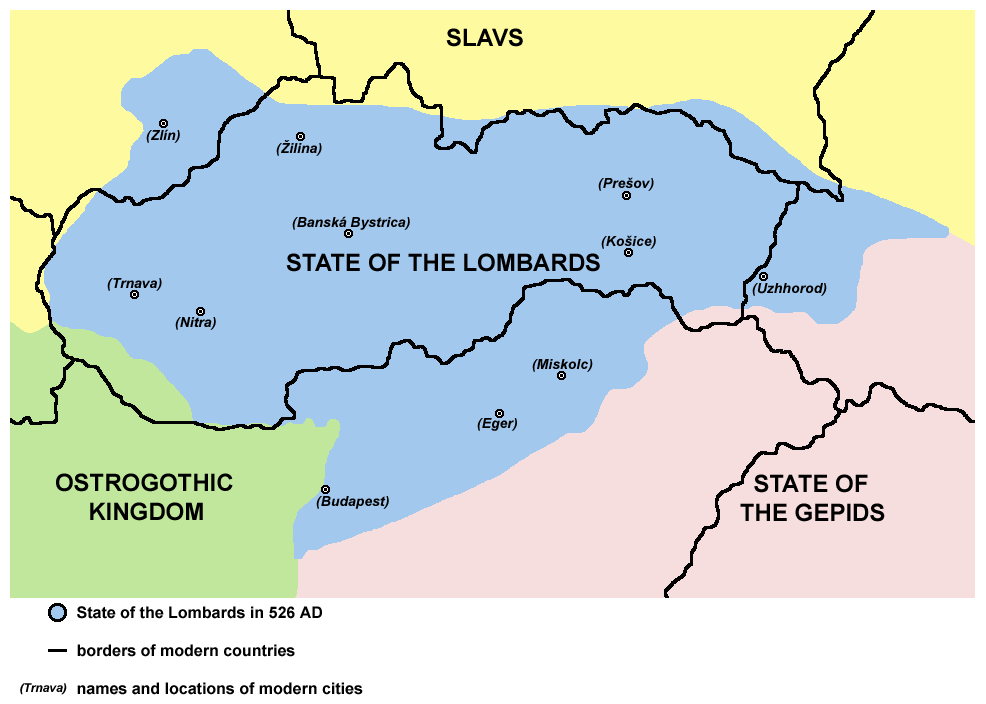
Langobardisches Siedlungsgebiet an der mittleren Donau

Menia war die Gattin des ersten namentlich bekannten Thüringerkönigs Bisin (oder Basin). Mit ihm hatte sie drei namentlich bekannte Söhne, Herminafried, Berthachar und Baderich, die nach dem Tod ihres Vaters das Reich unter sich aufteilten, sowie eine Tochter, Raicunda, die um 510 den lethingischen Langobardenkönig Wacho heiratete, aber bald darauf starb und kinderlos blieb. Menia ging, wohl nach dem Tod Bisins, zusammen mit ihrer Tochter in Wachos Langobardenreich an der mittleren Donau und heiratete dort etwa um 510 in zweiter Ehe einen Langobarden aus Gausus’ Geschlecht. Aus dieser Ehe ging Audoin hervor, der spätere König des pannonischen Langobardenreichs an der unteren Donau. Unter Audoins Sohn Alboin fielen die Langobarden im Jahr 568 in Italien ein und begründeten das italienische Langobardenreich.

## Rezeption
Als Mutter und Großmutter dieser legendären Langobardenkönige blieb wohl auch Menia lange im kulturellen Gedächtnis. Nach dem Bericht des Paulus Diaconus in der Historia Langobardorum wurde ihr Enkel Alboin nicht nur bei den Langobarden, sondern auch bei den Baiern, Sachsen und anderen germanischen Völkern in Heldenliedern gepriesen; selbst das angelsächsische Widsið (Widsithlied) im Exeter Book aus dem späten 10. Jahrhundert berichtet von Alboin.
Auf eine Spur der Königin Menia in der byzantinischen hagiographischen Literatur (insbesondere Siziliens) sowie der altnordischen Literatur weist Wolfram Brandes hin. Er führt an, dass eine Menia auch in der altnordischen Literatur vorkommt. Die Figur der Menia im Grottasǫngr in der Edda weise Übereinstimmungen mit der gleichnamigen Heldin in einer griechischen Heiligenvita Siziliens auf. Es könne kein Zufall sein, konstatiert Brandes, dass beide den sehr seltenen und ungewöhnlich gebildeten (germanischen) Namen Menia tragen, Gold und Reichtum hervorbringen können, die eine im Grottasǫngr eine Riesin ist, die andere aber in der Vita die Gattin eines Nachkommen des „Riesenjägers“ Nimrod aus dem Alten Testament und beide es vermögen, in die „Zukunft zu schauen“.
Die Vita des heiligen Pankratios von Taormina, verfasst in der zweiten Hälfte des 8. Jahrhunderts, übermittelte laut Brandes offenbar Elemente langobardischer Heldensagen ins altnordische Grottilied.
So war diese Vita im griechischen Sizilien und ab circa 800 auch im übrigen Byzantinischen Reich und vor allem in Konstantinopel verbreitet. Möglicherweise erreichten Nachrichten über die Hauptgegner der Byzantiner in Italien und deren Anführer die verbliebenen byzantinischen Gebiete, deren Vermittler sehr wahrscheinlich im griechischen Dienste stehende Varäger waren. Namentlich führt Brandes den Norwegerkönig Haraldr Sigurðarson harðráði († 1066) an, der 1039/1040 in einem byzantinischen Heer diente, das die Sarazenen in Sizilien bekämpfte. Haraldr und seine Gefolgschaft kamen sehr wahrscheinlich sogar nach Taormina, wo der Kult der mythischen Städtegründerin Menia von Tauromenion gepflegt wurde und die Memoria der Menia durch die Vita des Pankratios und deren liturgische Verwendung präsent war.
Es seien wohl diese Elemente byzantinischer liturgischer Memoria, schlussfolgert Brandes, die offenbar von Skandinaviern auf einem byzantinischen Feldzug gegen die Sazarenen in Sizilien gehört und nach dem skandinavischen Norden gebracht wurden, wo sie der Königin Menia ein langes Nachleben in der altnordischen Edda einbrachten.